# Anna-Karin Tornberg
Pour les articles homonymes, voir Tornberg.
Anna-Karin Tornberg (née le 29 septembre 1971) est une mathématicienne suédoise spécialisée dans l'analyse numérique.

## Formation et carrière
Tornberg a obtenu son doctorat en 2000 sous la direction de Björn Engquist à l'Institut royal de technologie de Stockholm (KTH) avec une thèse intitulée Interface Tracing Methods with Application to Multiphase Flows. Elle est post-doctorante au Courant Institute of Mathematical Sciences, où elle est devenue professeure adjointe en 2003 et professeure agrégée (titulaire) en 2007. En 2007, elle est devenue chargée de cours au KTH et en 2012, elle a été nommée professeure titulaire pour l'analyse numérique. Elle est au Linné Flow Center du KTH et au centre de recherche suédois e-Science où elle travaille sur des méthodes rapides de calcul électrostatique dans des simulations de dynamique moléculaire. 
Elle traite des algorithmes numériques pour la résolution d'équations aux dérivées partielles, en particulier pour l'hydrodynamique multiphase et les géométries dynamiques (méthodes de suivi d'interface, en particulier la visualisation de surface d'interfaces dynamiques). 

## Prix et distinctions
En 2001 elle est lauréate du Prix Leslie Fox. En 2004, elle a été invitée comme conférencière au Congrès européen de mathématiques à Stockholm. En 2018, elle est conférencière invitée au Congrès international des mathématiciens à Rio de Janeiro. En 2015, elle est devenue membre de l'Académie royale suédoise d'ingénierie et en 2010, de l'Académie royale suédoise des sciences. En 2014, elle est la première femme à recevoir le prix Göran Gustaffson (en). En 2006, elle bénéficie d'une bourse de recherche Sloan. Elle siège au conseil d'administration du Mittag-Leffler-Institut . 

## Sélection de publications
- (en) avec B. Engquist, « Numerical approximations of singular source terms in differential equations », Journal of Computational Physics, vol. 200,‎ 2004, pp 462–488
- (en) avec M. J. Shelley, « Simulating the dynamics and interactions of flexible fibers in Stokes flows », Journal of Computational Physics, vol. 196,‎ 2004, pp. 8-40
- (en) avec B. Engquist, « Discretization of Dirac delta functions in level set methods », Journal of Computational Physics, vol. 207,‎ 2005, pp. 28-51
- (en) avec B. Engquist, « A finite element based level-set method for multiphase flow applications », Computing and Visualization in Science, vol. 3,‎ 2000, pp. 93-101
- (en) avec B. Engquist, « High-frequency wave propagation by the segment projection method », Journal of Computational Physics, vol. 178,‎ 2002, pp. 373-390
- (en) avec B. Engquist, « Regularization techniques for numerical approximation of PDEs with singularities », Journal of Computational Physics, vol. 19,‎ 2003, pp. 527-552
- (en) « Interface tracking methods with application to multiphase flows », Numerisk analys och datalogi,‎ 2000
- (en) avec Leslie Greengard, « A fast multipole method for the three-dimensional Stokes equations », Journal of Computational Physics, vol. 227,‎ 2008, pp. 1613–1619
- (en) avec K. Gustavsson, « A numerical method for simulations of rigid fiber suspensions », Journal of Computational Physics, vol. 215,‎ 2006, pp. 172–196
- (en) « Multi-dimensional quadrature of singular and discontinuous functions », BIT Numerical Mathematics, vol. 42,‎ 2002, pp. 644–669
- (en) avec A. Kanevsky, M. J. Shelley, « Modeling simple locomotors in Stokes flow », Journal of Computational Physics, vol. 229,‎ 2010, pp. 958–977
- (en) avec B. Engquist, « The segment projection method for interface tracking », Communications on pure and applied mathematics, vol. 56,‎ 2003, pp. 47-79
- (en) avec K. Gustavsson, « A numerical method for simulations of rigid fiber suspensions », Journal of Computational Physics, vol. 215,‎ 2006, pp. 172-196
- (en) avec S. Khatri, « A numerical method for two phase flows with insoluble surfactants », Computers & Fluids, vol. 49,‎ 2011, pp. 150-165